# المسرح البلدي بتونس

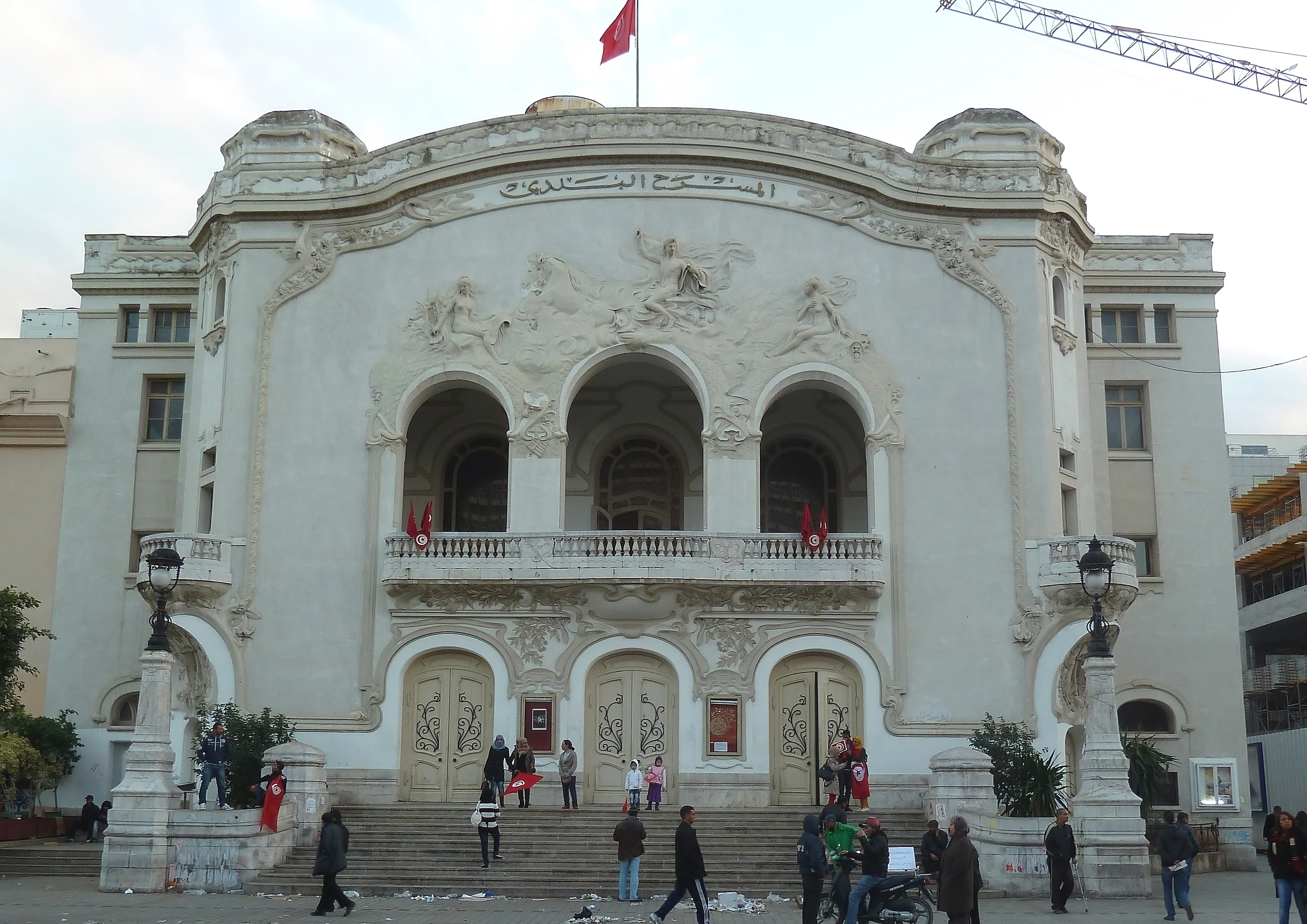
المسرح البلدي بتونس

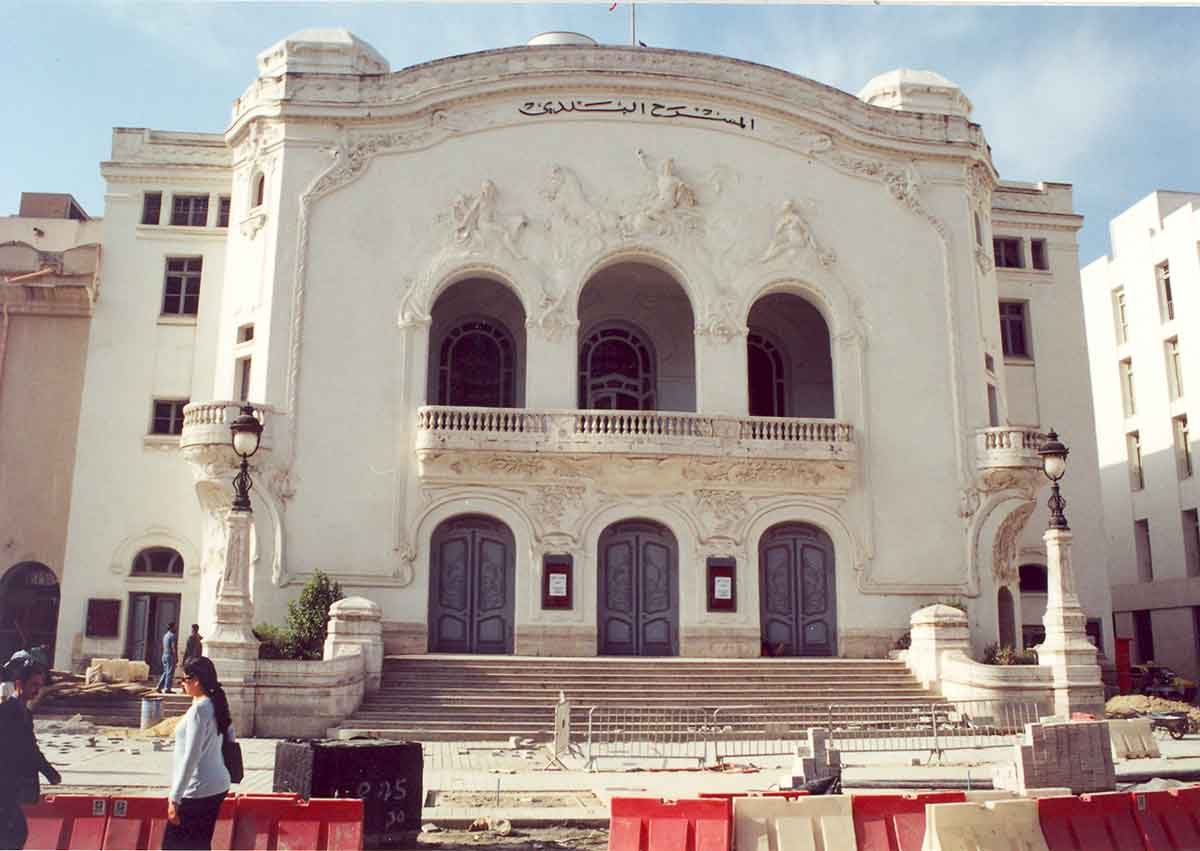
المسرح البلدي سنة 2009 خلا أعمال تجديد

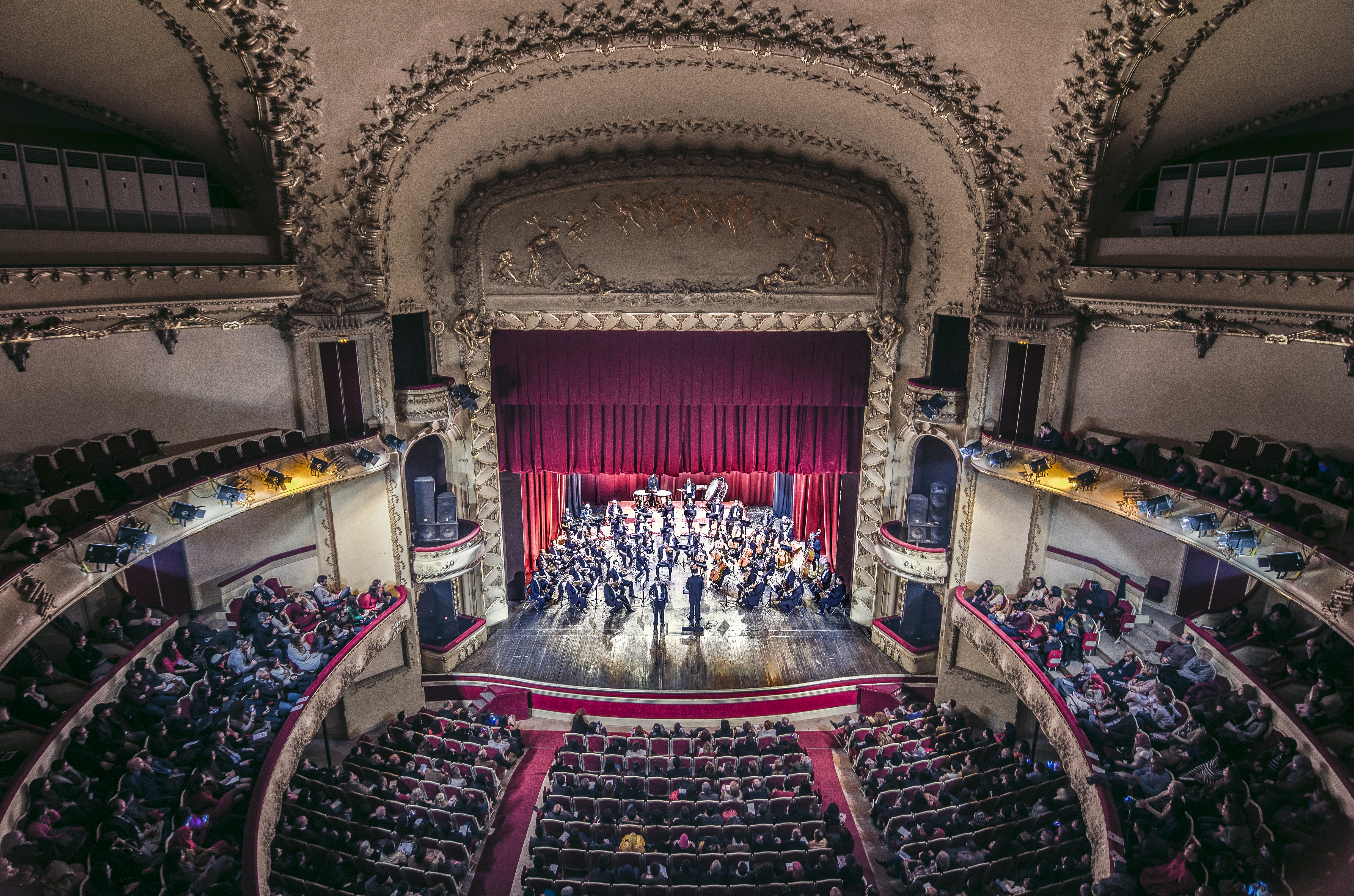
صورة داخلية للمسرح

المسرح البلدي بتونس هو المسرح الرئيسي بتونس العاصمة وأهم المسارح بتونس.

## تاريخه
يقع على أكبر شوارع العاصمة شارع الحبيب بورقيبة الذي كان يحمل في عهد الحماية الفرنسية اسم شارع جول فيري. تم افتتاحه في 20 نوفمبر 1902 وكان يطلق عليه كازينو تونس البلدي. تم تصمميمه من قبل المعماري جان-اميل رسبلندي، نفذه بواسطة مقاولات إيطالية رغم أن الأرضية طينية لا تتحمل إقامة منشآت كبيرة فوقها، وقد بني حسب الطراز المعماري المعروف بالفن الجديد. كان يستوعب 856 شخص. تم هدمه سنة 1909 للزيادة في طاقة استيعابه. وأعيد افتتاحه في 4 جانفي 1911 بطاقة استعابية تصل إلى 1350 متوزعة على 4 أقسام: المقاعد الأمامية والميزانين والمقصورة والأروقة. الواجهة الخارجية هي الوحيدة التي سلمت من عملية الهدم. وفي عام 2001 تم ترميمه من جديد في إطار الاحتفال بمئويته.

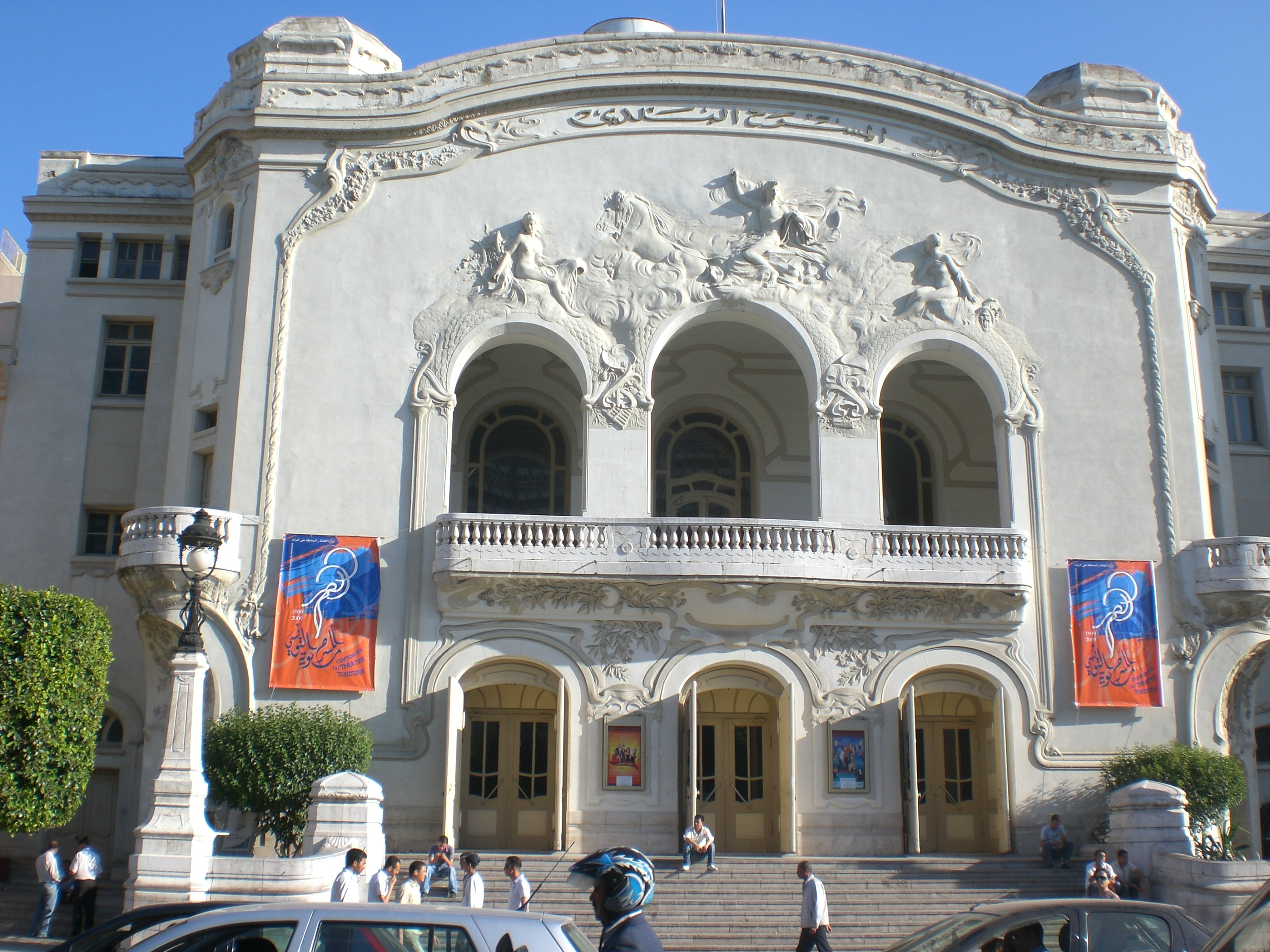
المسرح البلدي عام 2009

## انفتاحه
كان المسرح البلدي في بدايته خاصا بالجاليات الأوربية، والأوساط القريبة من الحكم آنذاك. لكن مع مرور الزمن، بدأ المسرح ينفتح تدريجيا أمام العامّة وخاصة بعد الاستقلال حيث عمل المسرحي علي بن عياد في هذا الاتجاه في أوائل الستينات، إذ كان مديرا لفرقة مدينة تونس، وقام بجلب الجمهور العريض للمسرح.

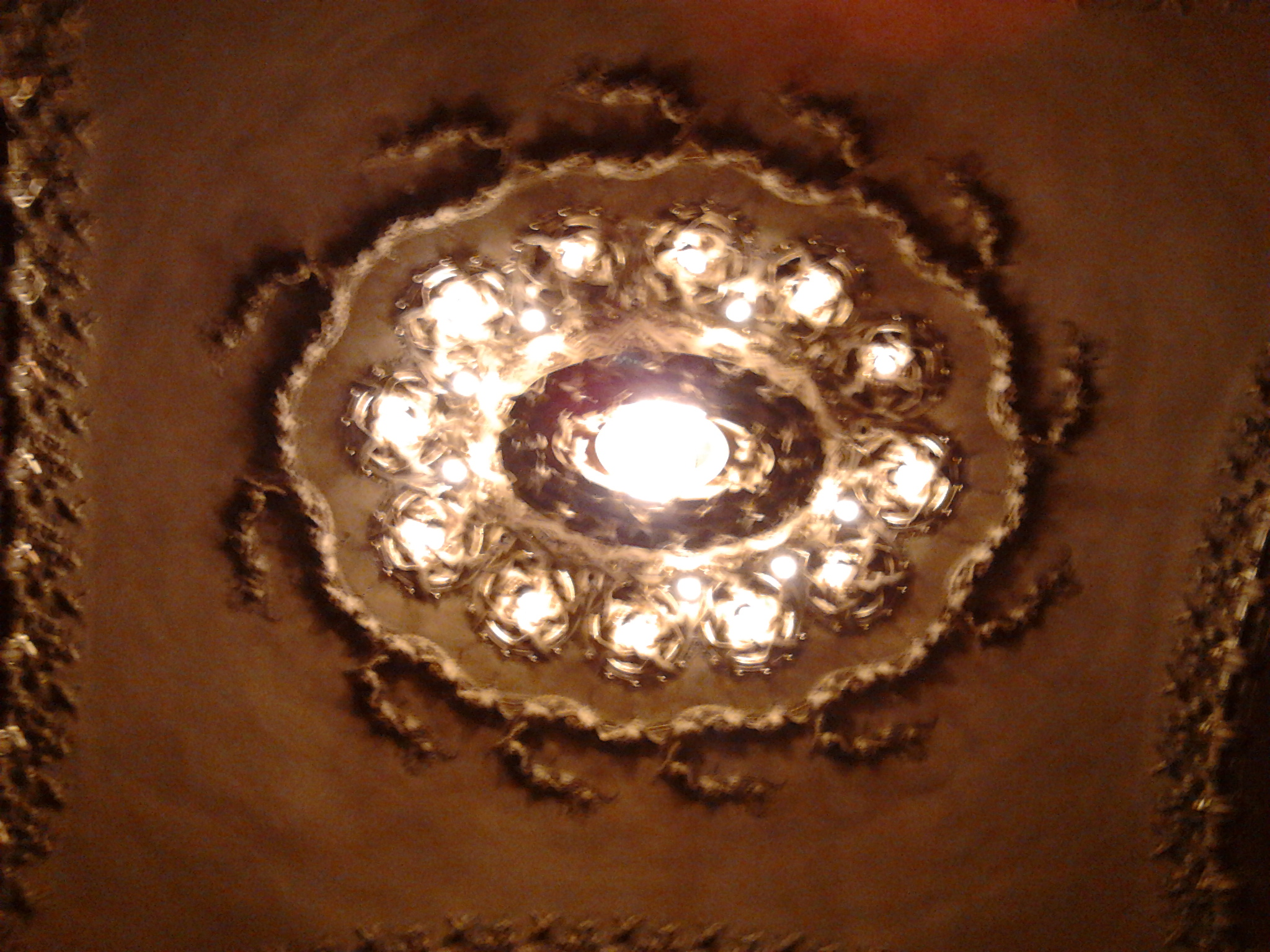
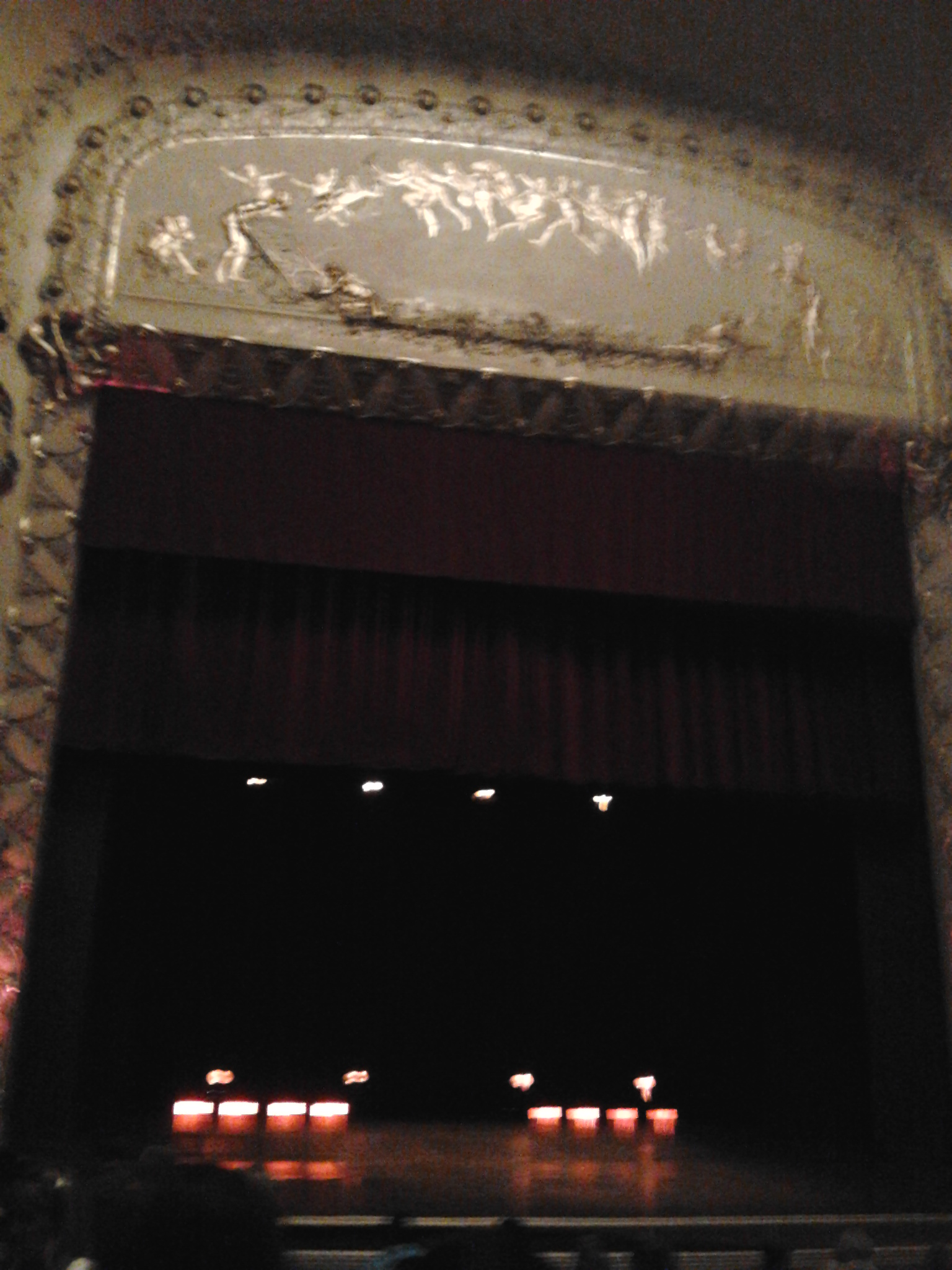
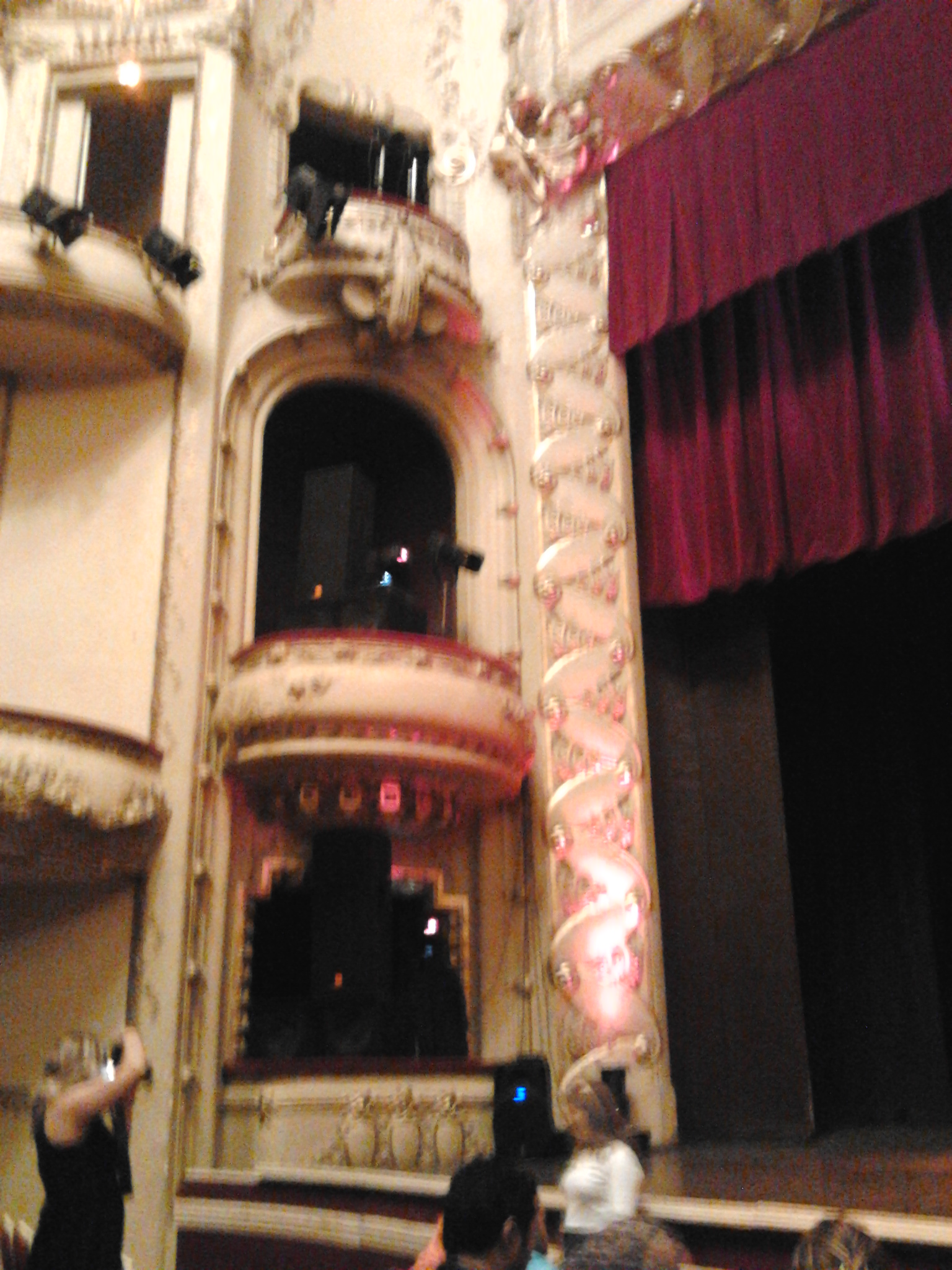
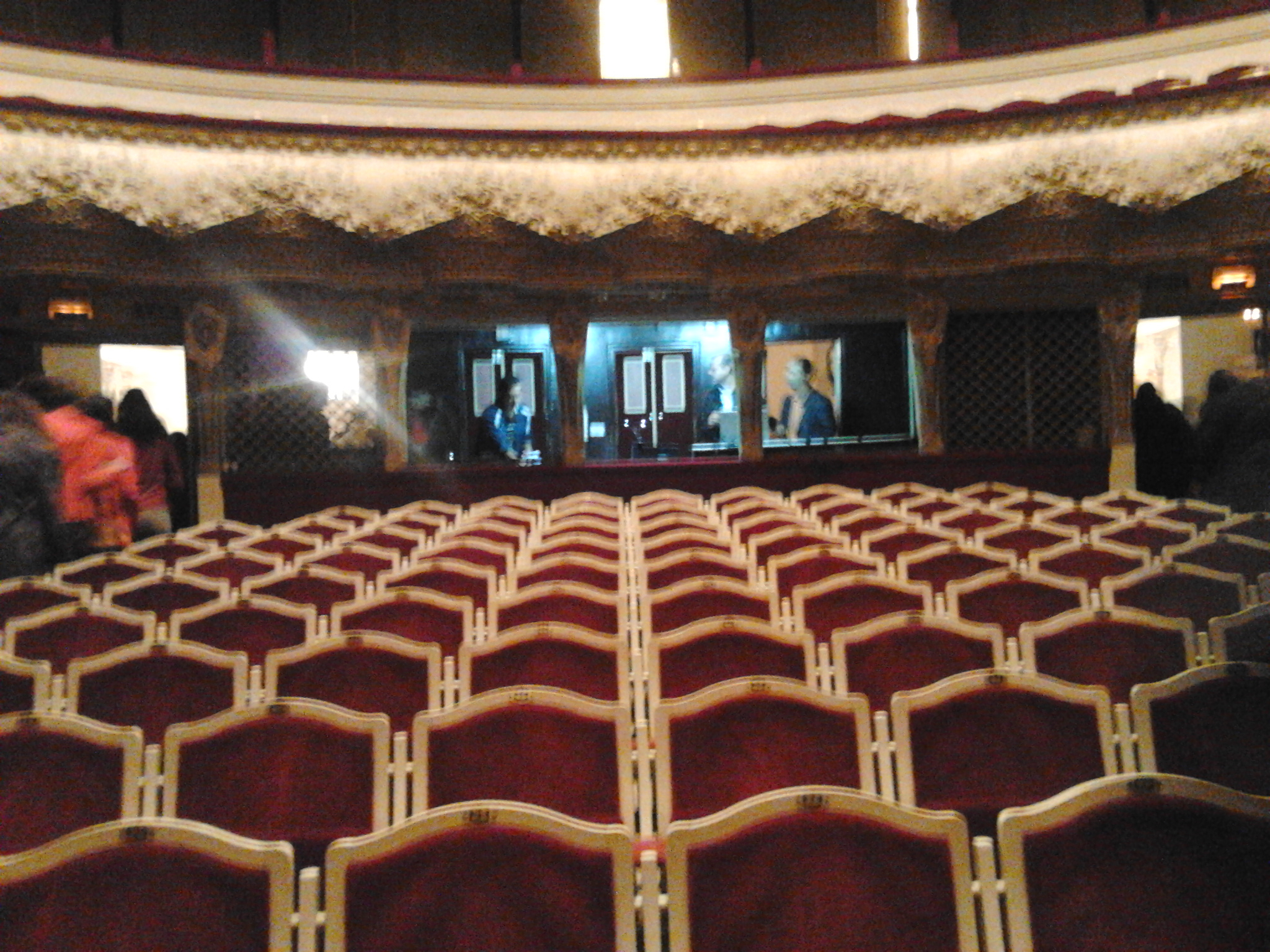
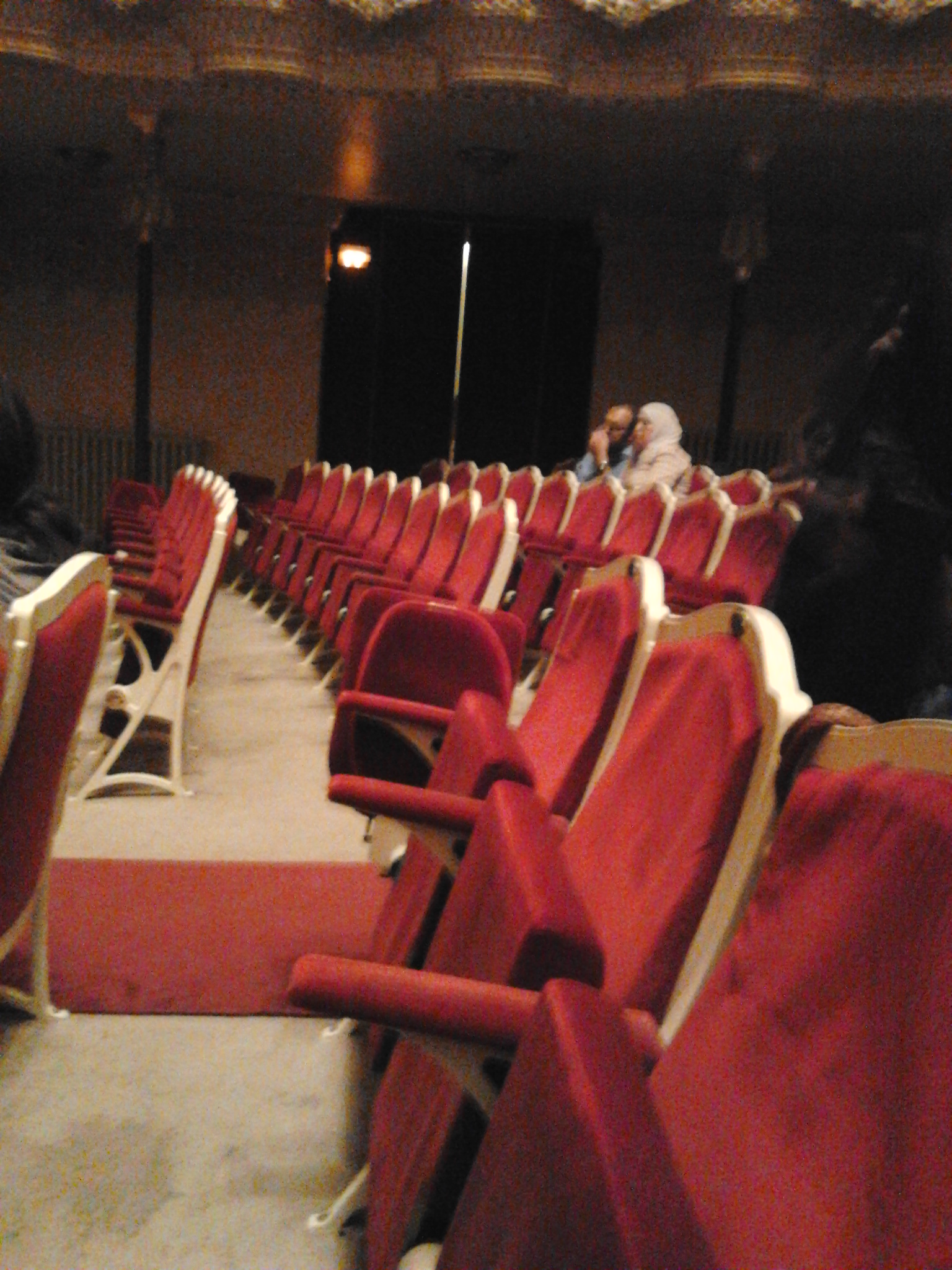
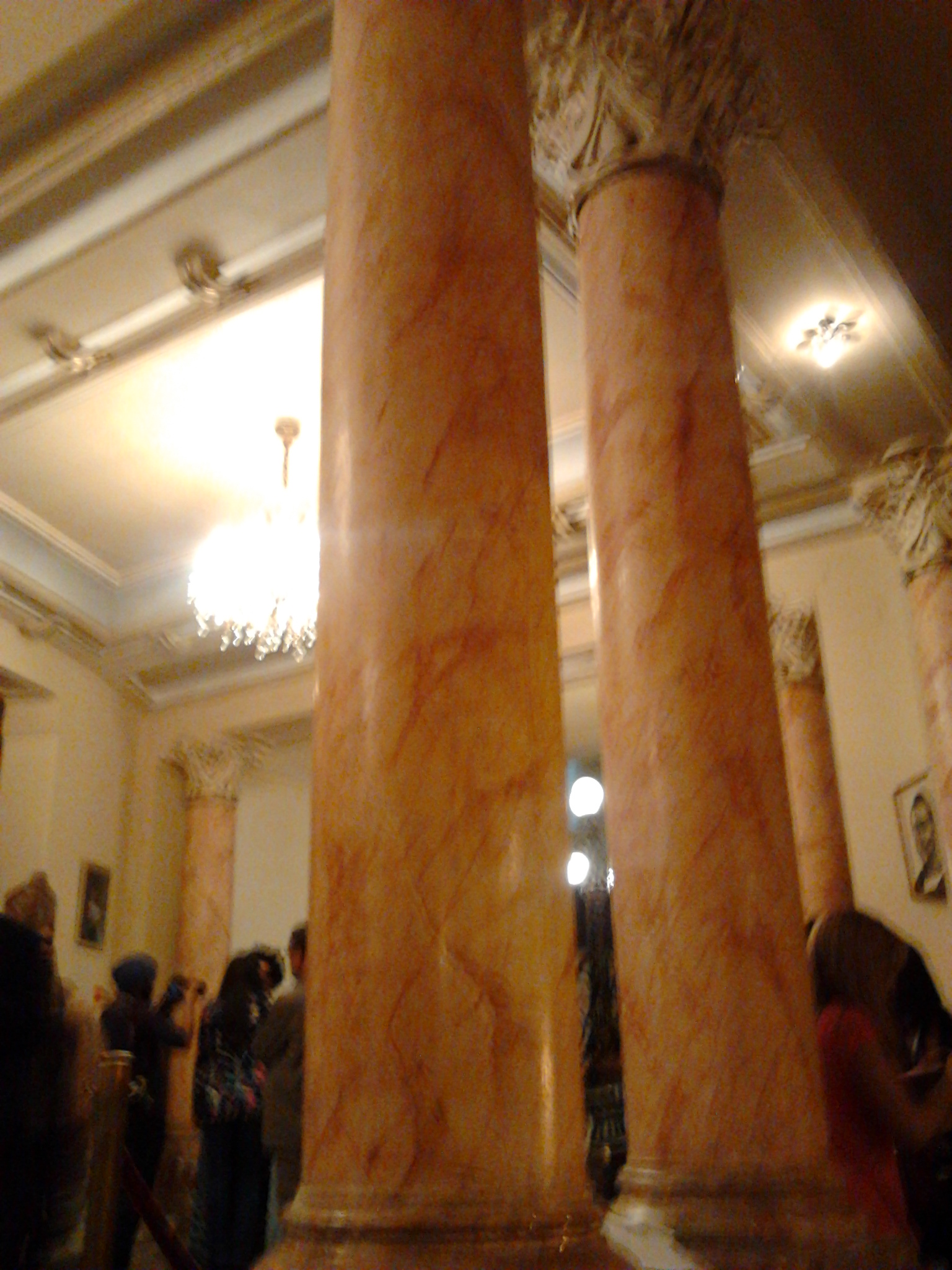
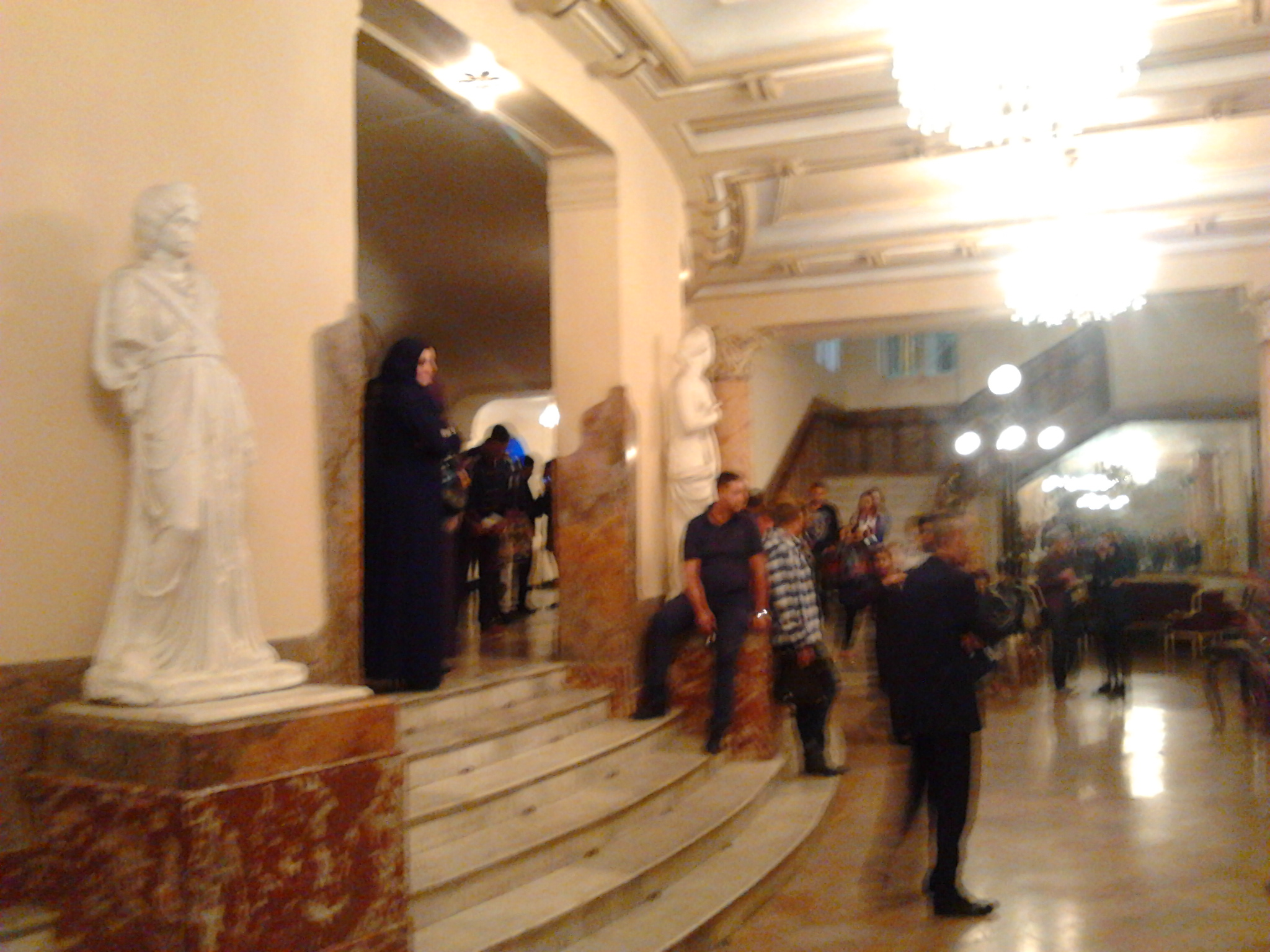
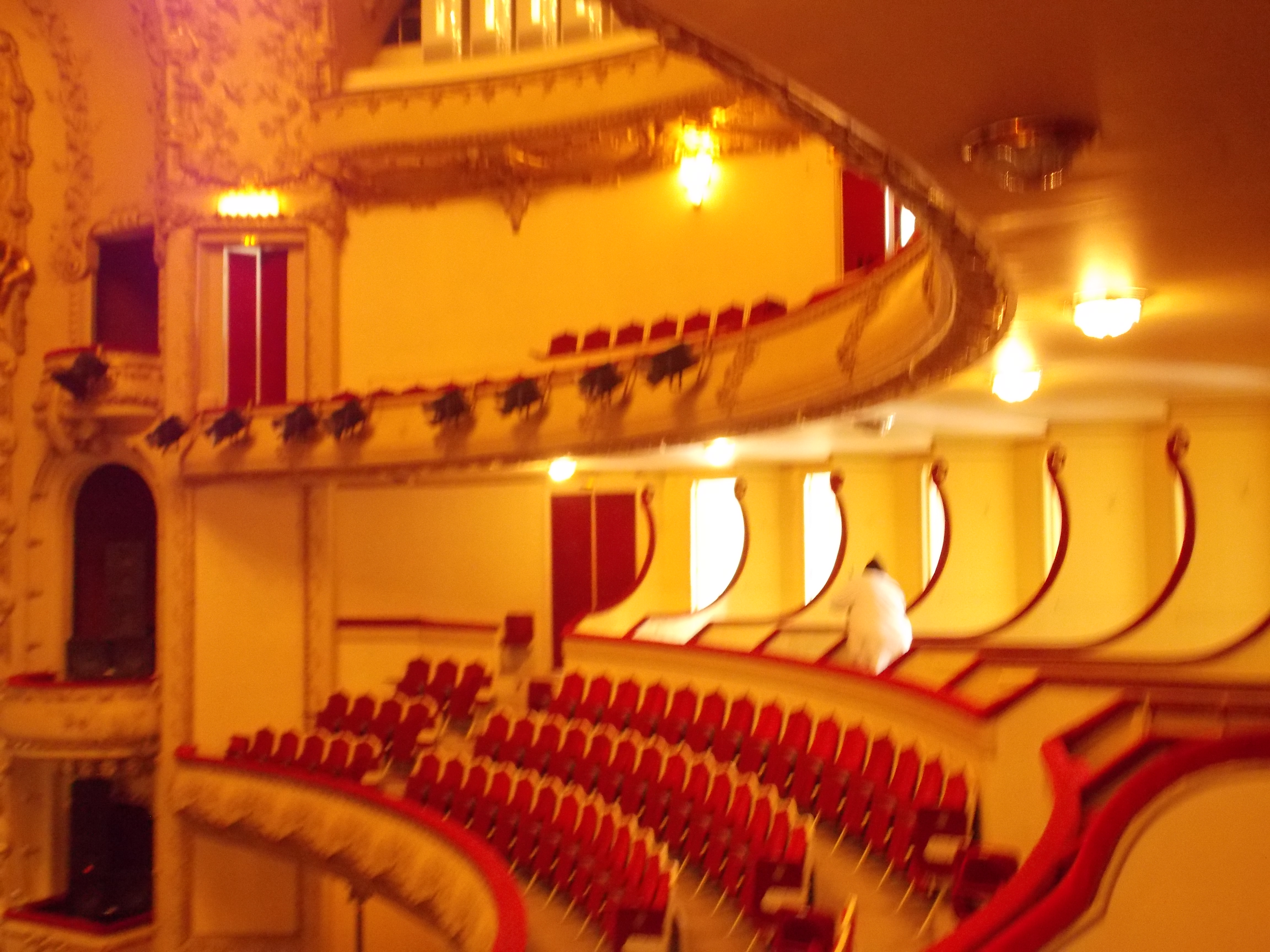
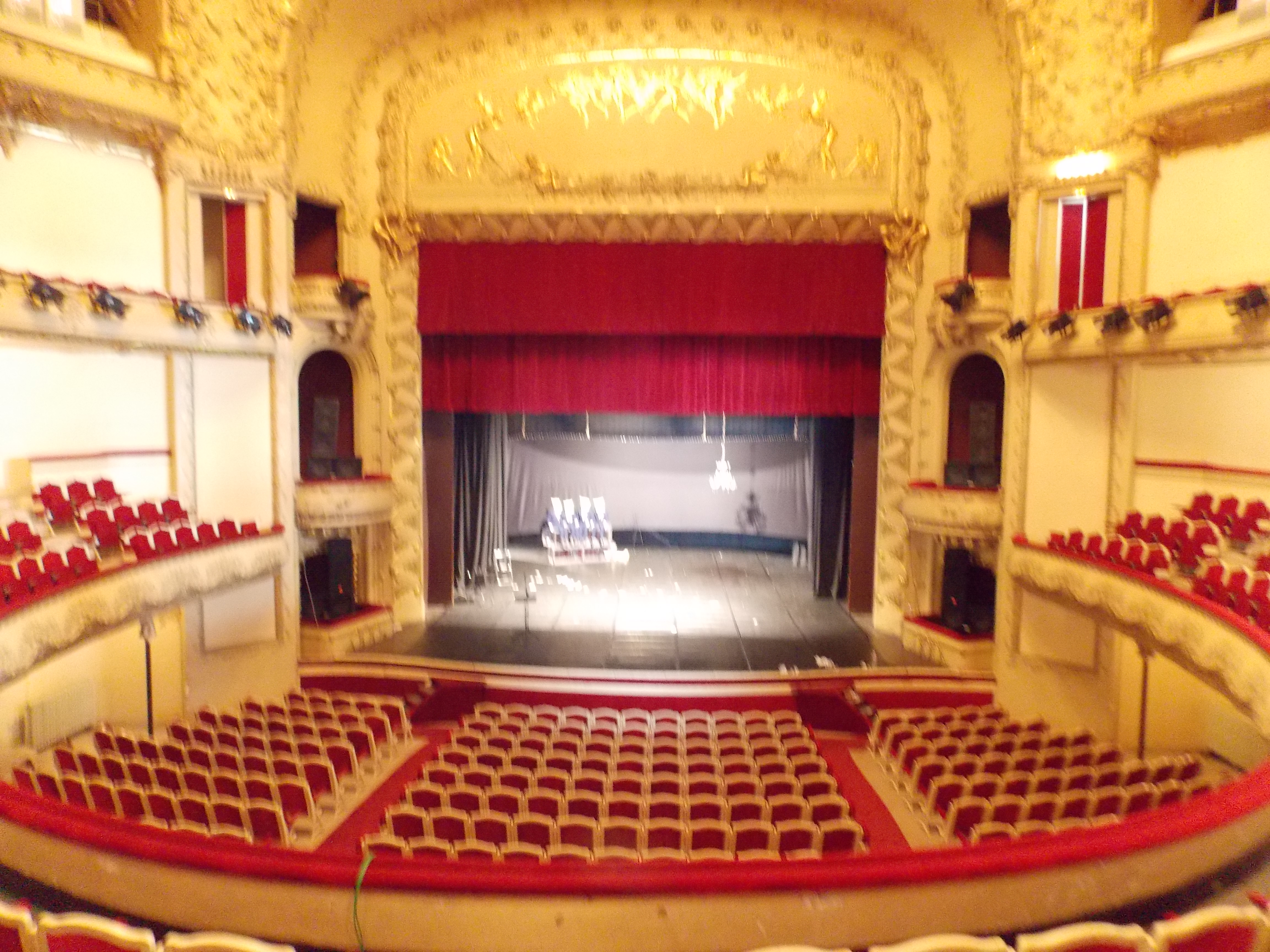
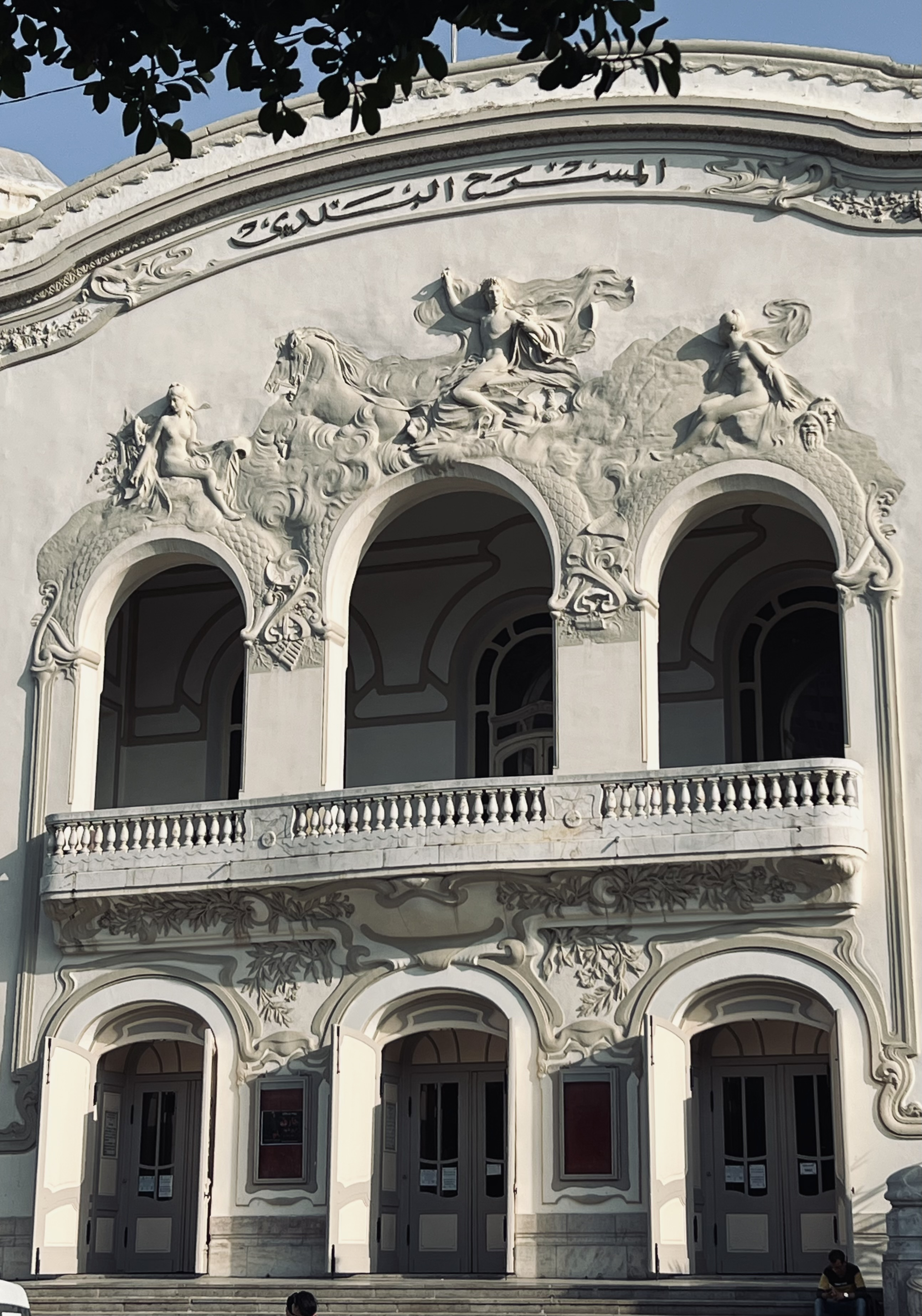
المسرح البلدي عام 2023
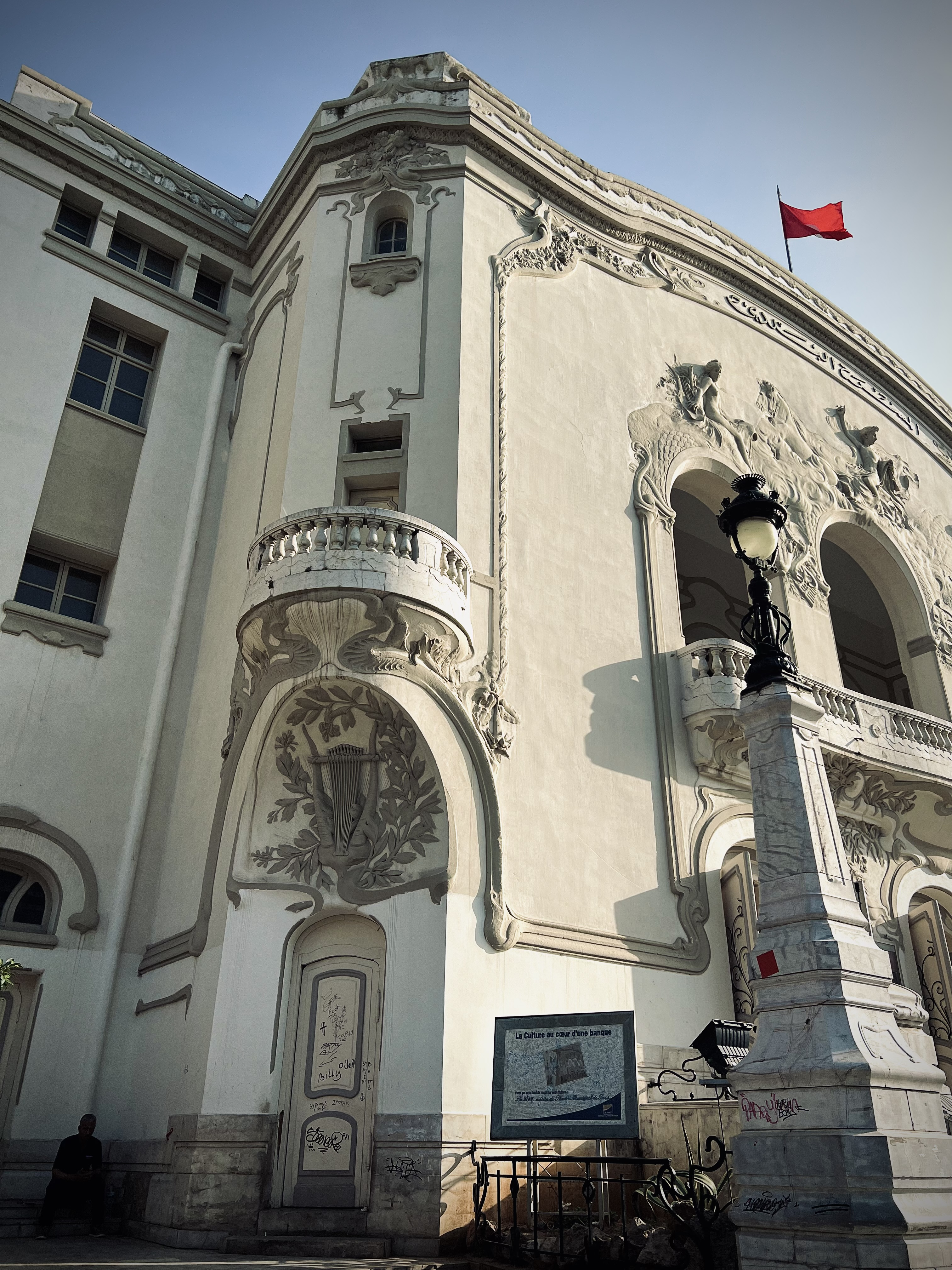